# Tẩu vi thượng sách
Tẩu vi thượng sách (nếu đánh không lại địch thì nên chuồn) là kế thứ 36 trong Binh pháp do Tôn Tẫn viết. Đây cũng chính là kế sách mà ngày nay người ta vẫn hay dùng khi đánh nhau. Ngoài Tẩu vi thượng sách thì trong Binh pháp Tôn Tẫn còn có những kế sách khác, điển hình như Man thiên quá hải, điệu hổ ly sơn, kim thiền thoát xác...